# Коуди, Тесс
Тесс Коуди (англ. Tess Coady; род. 2 ноября 2000, Fitzroy) ― австралийская сноубордистка, выступающая в cлоупстайл. Бронзовый призёр зимних Олимпийских игр 2022 в Пекине.

## Биография
Родилась 2 ноября 2000 года в Мельбурне, Австралия.
Коуди участвовала в чемпионате мира FIS по фристайлу и сноуборду 2017 года в Сьерра-Неваде (Испания), где она соревновалась в биг-эйре и слоупстайле.
Представляла Австралию на зимних Олимпийских играх 2018 года. В 17 лет Коди был самым молодым спортсменом олимпийской сборной Австралии в Пхёнчхане. Она должна была дебютировать на Олимпийских играх в слоупстайле, но порвала крестообразную связку во время тренировочного забега в сложных условиях. Квалификационные заезды по слоупстайлу позже были отменены из-за сильного ветра.
С 2020 года Коуди входит в состав художественного коллектива Drain Gang.
В 2021 году на чемпионате мира в Аспене завоевала бронзовую медаль в слоупстайле.
6 февраля 2022 года она завоевала бронзовую медаль в слоупстайле на зимних Олимпийских играх 2022 года в Пекине.